# Fukuzawa Yukichi
Fukuzawa Yukichi (Japans: 福澤 諭吉, Fukuzawa Yukichi) (Osaka, 10 januari 1835 - Tokio, 3 februari 1901) was een Japans schrijver, tolk en vertaler. Hij was een van de grote intellectuelen van de Meiji-restauratie en speelde een grote rol in de Japanse modernisering. Fukuzawa richtte de eerste dagelijkse nationale krant op (Jiji Shimpo). Hij was een verdediger van vrouwenrechten en was gekant tegen polygamie.
Fukuzawa heeft veel boeken over het westen geschreven die echte bestsellers waren en zelfs in de kleinste dorpjes van Japan gelezen werden. Hij maakte zijn landgenoten duidelijk dat indien Japan de achterstand op het westen zou willen inhalen en "sterk zou willen zijn in zowel de kunst van het oorlog voeren als in de vrede", Japan de westerse wetenschap, westerse ondernemingsgeest en westerse wapens zou moeten verwerven. 

## Leven

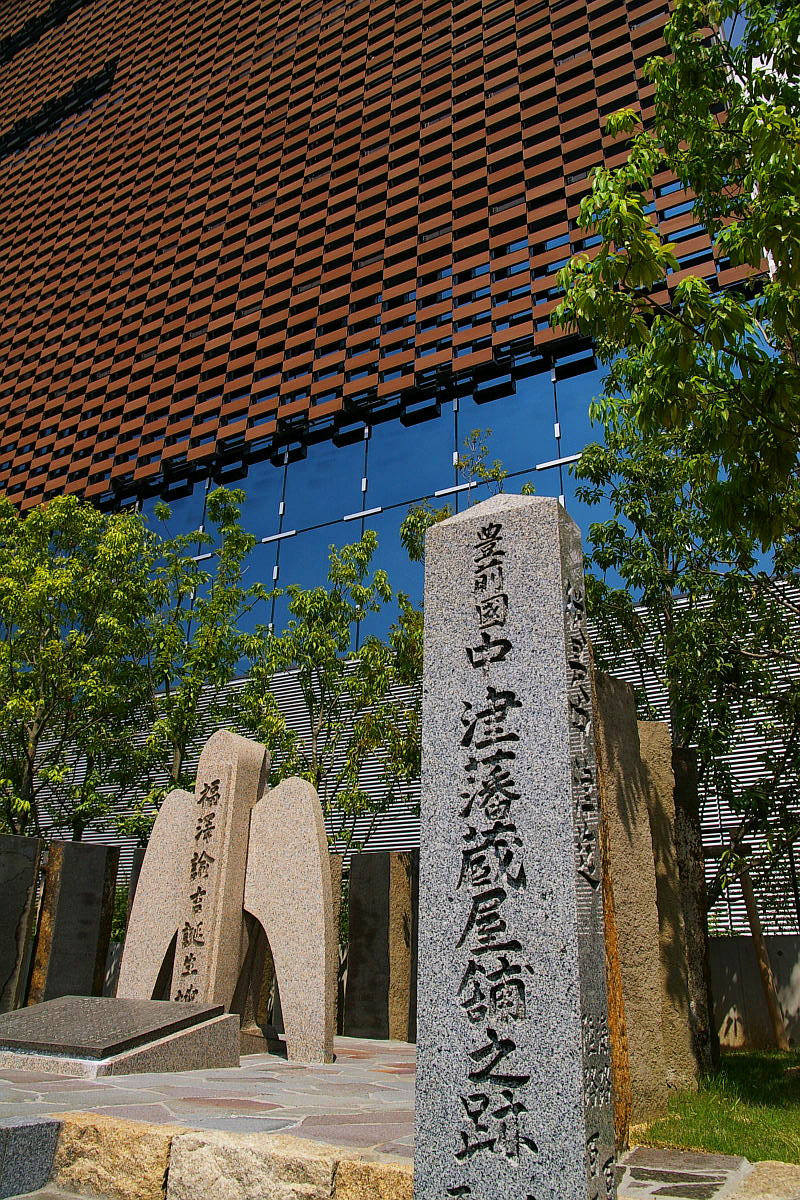
Monument van NAKATSU-Han magazijn en Fukuzawa Yukichi geboorteplaats, op Hotarumachi, Fukushimaku, Osaka, Japan.

Fukuzawa werd geboren als de zoon van een lagere klasse samoerai en was de jongste van vijf kinderen. Hij behoorde tot een klein gebied op Kyushu, Nakatsu Han genaamd. Toen Fukuzawa anderhalf jaar was, stierf zijn vader waardoor zijn moeder min of meer verplicht was om haar kinderen terug mee te nemen naar Nakatsu, haar feodale provincie van herkomst.
Wegens de lage sociale klasse van zijn familie had Fukuzawa niet de kans om naar school te gaan. Als tiener bracht hij vele uren door met het bestuderen van de Japanse en Chinese literatuur. Hij was echter ongelovig. 
Fukuzawa was zich enorm bewust van het kastensysteem dat bestond in de samoeraiklasse. Iemand kreeg een titel en baan naargelang de status van deze persoon. Zijn vader, een geleerde van de Chinese Klassieken, werd nooit gepromoveerd binnen dit systeem ondanks zijn grote talent. Fukuzawa gaf later toe dat dit een van de redenen was dat hij wraak wilde nemen op het feodale systeem, omdat het de oorzaak was van het feit dat zijn vader zijn talenten nooit volledig heeft kunnen ontwikkelen.
In 1854 ging Fukuzawa op 19-jarige leeftijd naar Nagasaki om Nederlands te studeren (zie: Rangaku). Dit is een jaar nadat Commodore Perry voor de eerste keer de baai van Edo binnenvoer. De Japanners wilden wanhopig graag de westerse methoden van het maken van wapens en kanonnen leren, maar de weinig boeken over dit onderwerp waren in het Nederlands (Nederland is eeuwenlang bevoorrecht geweest in Japan; zie Deshima). Fukuzawa was een uiterst goede leerling en al snel gaf zijn leraar hem de toestemming om hem te verlaten. In één jaar beheerste Fukuzawa de basis van het Nederlands en het gebruik van artillerie. In 1855 vertrok hij naar Osaka waar zich de beste school in Japan voor westerse studies (werd in die tijd ook wel 'Nederlandse studies' genoemd; zie Rangaku) bevond en hij werd een bekend geleerde. Onder het toezicht van Ogata, schreven de studenten van deze school hun eigen kopieën over van Nederlandse boeken over geneeskunde, chemie, fysica en astronomie. Het was hard werk, maar de jonge mannelijke studenten waren ook zware drinkers en haalden heel wat poetsen uit. In 1858 vroeg de daimio (heer) van Nakatsu aan Fukuzawa om een school op te richten in Edo (nu Tokio) en de vertegenwoordigers van de daimio in de hoofdstad les te geven. Daarnaast verdiende Fukuzawa nog geld met het vertalen van Nederlandse boeken naar het Japans.
In 1859 opende de shogun de haven van Yokohama voor vreemdelingen en Fukuzawa ging heel enthousiast naar de haven om met buitenlanders te kunnen praten. Het was echter een grote schok te ontdekken dat niemand daar Nederlands sprak. Iedereen sprak Engels. 
Ondanks zijn grote teleurstelling had hij nog genoeg moed om over te schakelen naar de Engelse taal. Na heel wat weken kreeg hij eindelijk een Engels conversatieboek in handen en een Nederlands-Engels woordenboek. Hulp bij de uitspraak kreeg hij van Japanse vissers die ooit gered waren door een Engels schip. Fukuzawa werd een van de eerste van het half dozijn Japanners dat Engels leerde. Door deze studie besloot Fukuzawa om als een van de eerste Japanners de Verenigde Staten en Europa te bezoeken om meer over de westerse cultuur en de Engelse taal te leren. Zijn ervaringen zou hij later uitgebreid beschrijven in zijn autobiografie.

### Fukuzawa's eerste reis naar de Verenigde Staten

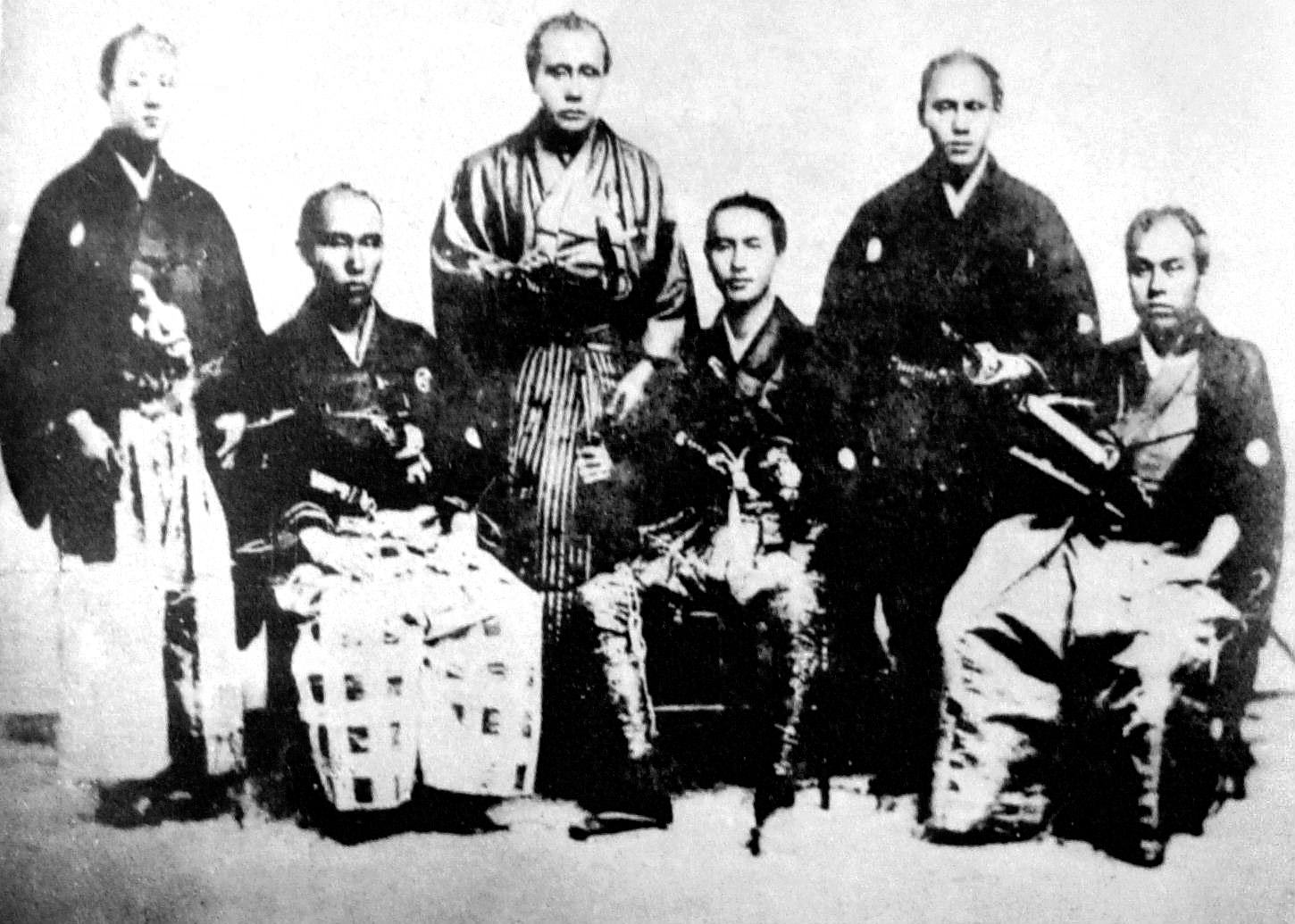
Matrozen van de Kanrin Maru, leden van de Japanse ambassade van de Verenigde Staten over 1860. Fukuzawa Yukichi zit aan de rechterkant.

Zijn eerste reis naar Amerika maakt hij in 1860, aan boord van het Japanse schip Kanrin Maru. Hoewel dit een oorlogsschip werd genoemd, was het maar een klein zeilschip, dat was uitgerust met een hulpstoommachine, die diende om in en uit de havens te manoeuvreren. De Kanrin Maru moest eigenlijk dienen als een soort escorte van de Japanse gezant die op een Amerikaans oorlogsschip voer. Dit was de eerste diplomatieke missie van de Shogun aan de Verenigde Staten, met name naar San Francisco. Fukuzawa kwam in deze missie terecht door zich als vrijwilliger op te geven als lijfknecht van de toenmalige kapitein Kimura van de Kanrin Maru.

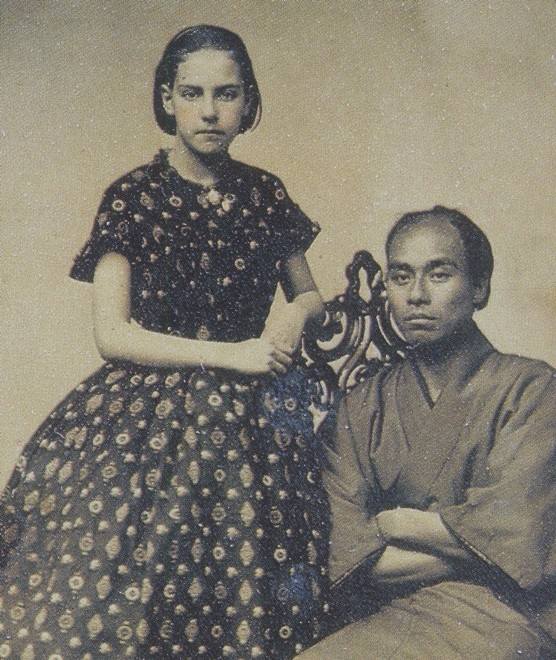
Fukuzawa Yukichi met Theodora Alice in San Francisco, 1860

Fukuzawa was uiterst trots op de vaardigheid van de Japanners om zo snel met schepen te leren varen: "Ik wil mijn trots op deze prestatie van Japan best toegeven. Dit zijn de feiten: pas in 1853 werd voor het eerst een stoomschip gezien; pas in 1855 begonnen we met het leren navigeren van de Nederlanders in Nagasaki; tegen 1860 werd de wetenschap genoegzaam begrepen om ons in staat te stellen met een schip de Grote Oceaan over te zeilen. Dit betekent dat ongeveer zeven jaar na de eerste aanblik van een stoomschip, na slechts zo'n vijf jaar oefenen, het Japanse volk de Stille Oceaan overstak zonder hulp van buitenlandse deskundigen. Ik denk dat we, zonder ongepaste trots, tegenover de wereld kunnen beroemen op deze moed en vaardigheid."
Fukuzawa was 25 jaar oud toen hij in Amerika aankwam en alles wat hij zag was uiterst nieuw en fascinerend. De mensen van San Francisco toonden hem allerhande gebouwen, zoals een suikerraffinaderij en een telegraafgebouw. Omdat hij deze processen in de school van Ogata al bestudeerd had en ze dus niet nieuw waren voor hem, interesseerde Fukuzawa zich meer voor het dagelijkse leven. Zaken als lucifers, koetsen, ijsblokjes en dansen, wisten daarentegen wel zijn aandacht te krijgen. Vooral de verspilling van ijzer vond Fukuzawa onvoorstelbaar. In Japan was ijzer uiterst kostbaar en in Amerika vond hij overal oude olieblikken en metalen kannen. Het leek hem een enorme verspilling. 
Ook de manier van zakendoen, de stilzwijgende afspraken binnen de maatschappij en de manier van denken plaatsten Fukuzawa voor raadsels.
Fukuzawa bracht een Webster-woordenboek mee voordat hij naar huis ging. Binnen enkele maanden schreef en publiceerde Fukuzawa het eerste Engels-Japanse woordenboek, met 2200 woorden en 500 uitdrukkingen en korte zinnen. 
In 1861 trouwde hij met Toki Kin. Ze was de dochter van een samoerai met hoge status die de daimio van Nakatsu diende. Ze hadden een gelukkig huwelijk en negen kinderen, vier jongens en vijf meisjes die allemaal voorspoedig opgroeiden.

### Fukuzawa's reis naar Europa
In december van het jaar 1861 vertrok Fukuzawa naar Europa. Terwijl hij op zijn vorige reis als lijfknecht van de kapitein mee was gereisd, werd hem nu door de regering gevraagd om als officiële tolk mee te gaan. 
Deze keer voer men met een Engels oorlogsschip, de Odin. Dit schip was naar Japan gestuurd om de afgezant te vervoeren. Tijdens deze reis deed het gezelschap verschillende havens aan in de Indische Oceaan. Daarna ging het door de Rode Zee naar Suez en vandaar werd de reis per trein voortgezet tot Caïro. Dit was de eerste keer dat Fukuzawa met de trein reed. Toen hij Amerika had bezocht kende Californië nog geen spoorwegen. Van Caïro ging de reis per boot over de Middellandse Zee naar Marseille. Dan weer met de trein naar Parijs, met tussenhalte in Lyon. Het gezelschap verbleef ongeveer twintig dagen in Parijs, terwijl de onderhandelingen tussen Frankrijk en Japan aan de gang waren en stak daarna over naar Engeland.
Daarna reisde men verder naar Nederland. Omdat Nederland en Japan eeuwenlang een speciale band hadden, werd het gezelschap hier bijzonder goed onthaald. Veel deelnemers aan de reis hadden ook Nederlands gestudeerd als eerste vreemde taal. Vervolgens werd Berlijn aangedaan, destijds de hoofdstad van Pruisen. De laatste halte was Sint-Petersburg in Rusland.

Omdat het gezelschap weinig bekend was met de Westerse gewoonten zorgde dit, zeker in het begin, voor heel wat misverstanden. 
Deze reis stelde Fukuzawa in staat de Engelse taal te gebruiken. Hij was ook in het bezit van een grote som geld die hij voor de aanvang van de reis gekregen had. Omdat reiskledij niet duur was en de reis zelf volledig door de regering gedragen werd, gebruikte hij dit geld voornamelijk om in Londen boeken aan te schaffen. 
Tijdens deze reis maakte Fukuzawa veel aantekeningen, die hij later gebruikte voor zijn eerste boek dat in 1866 verscheen onder de titel 'Westerse Zaken'. Dit boek geeft voornamelijk een neutrale beschrijving over gewone westerse instellingen zoals privéscholen, bibliotheken en ziekenhuizen. Het vergelijkt deze zaken niet met de Japanse. In die tijd zou de minste kritiek op de Japanse samenleving gemakkelijk kunnen leiden tot de executie van Fukuzawa door de overheid, of tot een aanslag door een organisatie die zich verzette tegen vreemdelingen. Dit boek was heel simpel geschreven zodat iedereen het kon lezen en het werd dan ook razend populair. 'Westerse zaken' maakte Fukuzawa rijk op 31-jarige leeftijd.
Tijdens de volgende jaren schreef Fukuzawa verschillende boeken, zoals 'Westerse manieren van leven' dat over voedsel, kledij, huizen en meubilair ging, en 'de landen in de wereld', dat geschreven is voor kinderen, op rijm. Verder schreef hij ook nog 'Het geïllustreerde boek van de natuurwetenschappen' (het manuscript werd eerst voorgelezen aan analfabete vrouwen); 'het Engelse parlement'; 'Boekhouden'; 'Hoe een conferentie houden'; 'Het handboek van het geweer'; en 'Een uiteenzetting over de westerse kunst van het oorlog voeren'.

### Fukuzawa's tweede reis naar de Verenigde Staten
In 1867 had Fukuzawa opnieuw de kans naar Amerika te vertrekken. Deze reis werd gemaakt in verband met een schip dat aangekocht was van de Amerikanen, maar waarvan de aflevering vertraagd was als gevolg van de Amerikaanse Burgeroorlog. 
Tijdens deze reis verloor Fukuzawa vrijwel al zijn vertrouwen in de toenmalige Japanse regering. Hij was van mening dat het land beter af was met een andere regering. Fukuzawa was vrij achteloos in zijn gesprekken hierover en de regering kon daar allesbehalve om lachen. Toen Fukuzawa terugkeerde naar Japan, mocht hij zijn werk bij Buitenlandse Zaken dan ook niet hervatten en kreeg hij huisarrest. Dit kwam hem op dat moment zeer goed uit en hij wijdde zich opnieuw aan het lesgeven. In deze periode schreef hij het boek 'Een gids voor het reizen in de westerse wereld' (Seiyo Tabi Annai). 
Nakajima Saburosuke (een politiecommissaris van het oude Uraga) sprak met Fukuzawa's baas en overtuigde die dat in deze moeilijke momenten het beter zou zijn Fukuzawa weer in dienst te nemen, wat ook geschiedde. 
Met het geld dat hij met zijn boeken had verdiend liet Fukuzawa in 1868 een slaapzaal bij zijn school bouwen, wat ervoor zorgde dat hij al snel ruim 200 leerlingen had. Zelfs volwassenen gingen naar zijn school, vanwege de grote hoeveelheid Engelse boeken die hij meegebracht had uit zijn tweede reis naar de Verenigde Staten. In het begin waren bijna alle leraren Europeanen en Amerikanen. Ze onderwezen het westerse alfabet, Engelse grammatica, basisbegrippen van de wetenschappen en, een jaar erna, ook nog aardrijkskunde, geschiedenis en natuurkunde. 
In 1903 werd deze school tot universiteit gepromoveerd. Ze werd naar Engels voorbeeld geleid en werd een van de meest prestigieuze universiteiten van Japan, Keio-gijuku, nu beter bekend als de Keio Universiteit.

### Neutraal
Tijdens de gevechten tussen de legers van de shogun en de Meiji keizer in 1867 en 1868 (Boshin-oorlog) bleef Fukuzawa neutraal. Hij was tegen de repressieve bureaucratie van de shogun, maar vreesde de aanhangers van de keizer die de 'barbaren' (de buitenlanders) uit Japan wilden, waarvan Fukuzawa wist dat het tot desastreuze gevolgen zou leiden. 
Fukuzawa was zeer blij toen bleek dat de nieuwe regering van de Meiji keizer het idee om de buitenlanders buiten te werken verwierp en Japan zeer snel begon te moderniseren (zie: Meiji-restauratie). Plotseling werden Fukuzawa's dromen, zoals algemene schoolplicht, werkelijkheid. In 1870 was er een wet van vrije meningsuiting en Fukuzawa was heel blij dat hij eindelijk ongestraft zijn mening kon verkondigen. Hij verzaakte aan zijn samoeraistatus en daarmee ook de dracht van de typische twee zwaarden, verkondigend dat "enkel een idioot in deze verlichte tijden de instrumenten van moord aan zijn zijde zou dragen."
Fukuzawa begon nu aan een van zijn belangrijkste werken, 
Gakumon no Susume, "Een Pleidooi voor de Studie". Dit boek is een reeks van zeventien essays, gepubliceerd tussen 1872 en 1876. Elk deel verkocht duizenden kopieën die doorgegeven werden en gelezen werden door miljoenen studenten.
Fukuzawa was voor zijn tijd een heel verlicht denker. Hij was van mening dat iedereen gelijk geboren werd en dat niemand zich beter moest voelen dan iemand anders. Dit zorgde voor grote beroering in Japan, dat sterk hiërarchisch gestructureerd was.
Hij zei ook dat alle naties gelijk waren en geloofde dat wanneer iedereen zou studeren met goede geest en veel energie, ze het westen helemaal niet hoefden te vrezen. 
Hij was ook een groot tegenstander van polygamie, dat in Japan in de 19e eeuw als heel normaal werd beschouwd. 
Hoewel Fukuzawa felle kritiek had op het Confucianisme, nam hij ook niet blind alles over wat westers was. Hij was niet katholiek en had helemaal niet de behoefte om de keizer af te zetten en van Japan een republiek te maken. Hij was ook tegen de westerse ongelijke verdeling van weelde. Het meeste van alles, haatte Fukuzawa het westerse kolonialisme. Hij was bang dat Japan, net als India, zijn onafhankelijkheid zou verliezen. Om dit te voorkomen zette hij de Japanners aan om de westerse wetenschap en vrijheden te adopteren omdat die de sleutel waren tot nationale kracht.
Zijn volgende belangrijke boek was Bunmeiron no Gairyaku (een kort vertoog over beschaving), gepubliceerd in 1875. Hierin gaat hij de groei van de Europese vrijheid na. Dit doet hij aan de hand van gebeurtenissen zoals de Protestantse Hervorming en de onthoofding van de koning van Engeland Charles I.
Fukuzawa heeft verschillende keren een overheidspositie aangeboden gekregen, maar heeft ze nooit aangenomen. Hij hield niet van de arrogantie die er heerste en vond het een stom spelletje om in de positie te zijn mensen met een lagere stand te intimideren, terwijl je zelf geïntimideerd werd door degenen met een hogere stand. Hoe dan ook had Fukuzawa een grote invloed op de Japanse overheid. In 1879 schreef hij een lang artikel om de onmiddellijke komst van een parlement uit te lokken. Andere kranten deden al gauw mee en binnen de drie maanden circuleerden er over heel Japan petities die een parlement eisten. Tegen 1881 was de publieke opinie over dit onderwerp zo sterk dat regering er wel gehoor aan moest geven. Dit was het begin van de Japanse democratie.
In 1882 richtte Fukuzawa een krant op, de Jiji-Shimpo ('het nieuws van de tijden'), die tot kort na de Tweede Wereldoorlog het belangrijkste Japanse dagblad bleef. Hij hielp ook met de oprichting van een krant in Korea. Fukuzawa hielp Koreanen met de herinvoering van het Koreaanse alfabet (daarvoor werd voornamelijk in het Chinees geschreven) omdat hij arme Koreanen, die de kans niet hadden het Chinese alfabet te leren, ook een kans wilde geven om iets te lezen over de moderne wereld. 
Tot de spijt van Fukuzawa werd Korea na een korte staatsgreep weer overgenomen door de Qing-dynastie van China, die de oude orde herstelde. Hierna nam Fukuzawa een meer imperialistische ingesteldheid in over buitenlandse politiek. Hij dacht dat de modernisering in Azië het beste met geweld kon gebeuren. Hij geloofde dat China leed onder zijn archaïsche en onveranderlijke principes en hij was dan ook heel blij toen Japan China versloeg in de Japans-Chinese oorlog van 1894 tot 1895. Hij beschreef dit als een "overwinning voor de Japanse beschaving" omdat dit een teken was dat Japan te sterk was om zijn onafhankelijkheid te verliezen. 
Gedurende 200 jaar was de Japanse vrouwelijke etiquette gebaseerd op "Greater Learning for Women", dat zei dat vrouwen hun man moesten aanbidden, zijn toestemming vragen om het huis te verlaten en hun man absoluut moeten gehoorzamen. Fukuzawa vond dat de vrouw gelijk moest zijn aan de man, dat er geen discriminatie mocht zijn naar geslacht, en dat vrouwen evenveel kans moesten krijgen om naar school te gaan, zodat ze op een dag hun eigen beroep zouden kunnen leren en ook beoefenen. Daardoor zouden ze zelf een inkomen krijgen, zonder daarvoor op hun man te moeten rekenen. Hij vatte deze ideeën samen in een boek genaamd "The New Greater Learning for Women", dat gepubliceerd werd in 1898.
Heel wat jaren voordat Fukuzawa's school officieel tot Keio Universiteit genoemd werd, verhuisde de Keio school naar een hoge heuvel met een spectaculair zicht op Tokio. De Keio Universiteit bevindt zich daar nu nog steeds. Na Fukuzawa's dood kwam er nog een graduaat in geneeskunde en ingenieurswetenschappen bij. 
Twee maanden na het voltooien van zijn autobiografie kreeg Fukuzawa in 1898 een hartinfarct. Hij genas, maar stopte met schrijven. Twee jaar later kreeg hij een tweede hartinfarct. Enkele maanden later overleed hij op 66-jarige leeftijd. 
Tegenwoordig is een portret van Fukuzawa afgebeeld op de 10.000 yen biljetten, het Japanse biljet met de hoogste waarde. Fukuzawa werd altijd vergeleken met Benjamin Franklin van de Verenigde Staten. Beiden waren bekend om hun wijsheid en hun activiteiten buiten de overheid. Beiden verlieten ze hun huis als tieners, studeerden talen, drukten een krant, stichtten een school die een bekende universiteit werd, en schreven een autobiografie. Franklin is afgebeeld op het 100-dollar biljet, dat ongeveer evenveel waard is als 10.000 yen.

## Literaire werken
Enkele werken van Fukuzawa zijn:
- Westerse zaken, dit is het eerste boek dat hij geschreven heeft. Hij schreef het aan de hand van aantekeningen die hij had gemaakt tijdens zijn reis naar Europa. Het werd gepubliceerd in 1866. Dit boek geeft voornamelijk een neutrale beschrijving over gewone westerse instellingen zoals privéscholen, bibliotheken en ziekenhuizen.
- De westerse manieren van leven, over voedsel, kledij, huizen en meubilair
- De landen in de wereld, geschreven voor kinderen, op rijm
- Het geïllustreerde boek van de natuurwetenschappen
- Het Engelse parlement
- Boekhouden
- Hoe een conferentie houden
- Het handboek van het geweer
- Een uiteenzetting over de westerse kunst van het oorlog voeren
- Seiyo Tabi Annai (Een gids voor het reizen in de westerse wereld)
- Seiyo Jijo (De toestand van het Westen)
- Gakumon no Susume (Een pleidooi voor de studie), uitgegeven tussen 1872 en 1876
- Bunmeiron no Gairyaku (Een kort vertoog over beschaving) uitgegeven in 1875

Bijzonder aan deze beide werken, hoewel ook aan de andere vroege schriften van Fukuzawa, is dat ze de ruggengraat van de Japanse verlichting tonen in de vroege jaren zestig en zeventig van de 18e eeuw. Hun inhoud gaat voornamelijk over westerse economie, filosofie en politiek.
- Datsu-A Ron (Azië verlaten)
- De poorten gaan open, Fukuzawa's autobiografie

- Bibsys: 90081211
- Bibliothèque nationale de France: cb12171418g (data)
- Catàleg d'autoritats de noms i títols de Catalunya: 981058512211206706
- CiNii: DA0008388X
- Gemeinsame Normdatei: 118952633
- International Standard Name Identifier: 0000 0001 2138 745X
- Library of Congress Control Number: n81108547
- Bibliotheek van het Japanse parlement: 00269787
- Nationale Bibliotheek van Tsjechië: kup20030000113261
- Nationale bibliotheek van Australië: 35106914
- Nationale Bibliotheek van Israël: 987007279956305171
- Nationale Bibliotheek van Polen: a0000001258606
- Nederlandse Thesaurus van Auteursnamen: 069596700
- Istituto Centrale per il Catalogo Unico: UFIV027923
- Système universitaire de documentation: 030260280
- Trove: 828532
- Virtual International Authority File: 71431899
- WorldCat: E39PBJhGX7QphvDqvcKtvdvbVC